# Bic (ciclismo)
La Bic, già Saint-Raphaël e Ford France, era una squadra maschile francese di ciclismo su strada, attiva tra i professionisti dal 1954 al 1974.
Fondata dal ciclista Raphaël Géminiani (successivamente direttore sportivo del team, affiancando Raymond Louviot), fu una delle squadre più vincenti del periodo grazie a campioni come Jacques Anquetil, Roger Rivière, Rudi Altig, Jean Stablinski e Luis Ocaña. Proprio Anquetil diede all'allora Saint-Raphaël la vittoria in tutti i tre Grandi Giri; vinsero il Tour de France anche Lucien Aimar, in maglia Ford France, e Ocaña in maglia Bic.
Nei ventuno anni di attività la squadra fu sponsorizzata prima dall'aperitivo Saint-Raphaël, primo caso di azienda non ciclistica a sponsorizzare un team in Francia (1954-1964), poi dalla divisione francese del gruppo automobilistico Ford (1965-1966), e infine dal gruppo Bic (1967-1974). Dal 1959 al 1961 fu attiva anche una formazione filiale, la Rapha-Dunlop.

## Storia

### 1954-1964: i successi di Saint-Raphaël
La storia della squadra Bic inizia nel 1954 grazie all'impegno dell'allora trentunenne ciclista Raphaël Géminiani, campione nazionale in carica, il quale decide, a seguito di disaccordi con la sua precedente formazione, la Rochet-Dunlop, di avviare una propria squadra professionistica. Ha però bisogno di sponsor: da un lato ottiene un accordo con un costruttore, Dominique Fonzi, per produrre biciclette a marchio Géminiani, dall'altro, come aveva da poco fatto Fiorenzo Magni in Italia con Nivea e la formazione Nivea-Fuchs, decide di associare al proprio club, il Vélo Club 12ème, un marchio extrasportivo. La scelta ricade su Saint-Raphaël, produttore del famoso aperitivo a base di mistella. Giocando sull'ambiguità tra il suo stesso nome e quello della casa riesce così ad aggirare le regole della Federazione francese, che impedisce le sponsorizzazioni da parte di aziende non legate al mondo del ciclismo. Negli anni subito seguenti la squadra si afferma nel panorama nazionale, grazie ai successi di Géminiani e di ciclisti come Gilbert Bauvin, Roger Hassenforder, Roger Walkowiak (vincitore a sorpresa del Tour de France 1956 davanti allo stesso Bauvin), Jean Brankart e Roger Rivière (recordman dell'ora), ma anche all'esperienza del direttore sportivo Raymond Louviot.
Nel 1959 la squadra "raddoppia": alla St. Raphaël-Géminiani, avente divisa rosso-bianco-celeste e ciclisti come Jo de Haan, il neo-pro Tom Simpson, François Mahé e Jean Brankart, si aggiunge la nuova Rapha-Géminiani (dal nome del marchio di aperitivi della St. Raphaël), con maglia grigio-giallo-nera e in rosa fra gli altri Roger Rivière e lo stesso Géminiani. Nel 1960 Gitane inizia a fornire i telai al team Rapha, che diviene Rapha-Gitane. Anche nel 1961 le due squadre proseguono parallelamente l'attività, malgrado la scomparsa del marchio Rapha: da una parte vi è la St. Raphaël-Géminiani-Dunlop con Jean-Claude Annaert e Ab Geldermans, dall'altra la St. Raphaël-Gitane-Dunlop, la ex Rapha, con Rudi Altig, Pierre Everaert e Tom Simpson come principali elementi in organico.
La stagione 1962 è quella del ritorno alle squadre di marca al Tour de France. Géminiani, lasciata definitivamente l'attività agonistica, vende la sua squadra a Saint-Raphaël; lascia inoltre dopo diversi anni il Vélo Club 12ème andando ad associare il proprio team all'Athletic Club Boulogne-Billancourt (ACBB) di Parigi, cui già fa riferimento la Helyett-Fynsec di Jacques Anquetil. Nascono così due nuove formazioni, la St. Raphaël-Helyett-Hutchinson e la Gitane-Leroux, talvolta iscritta alle corse come Leroux-Géminiani. La Gitane-Leroux assume divisa rosso-celeste, mentre la divisa rosso-bianco-celeste della St. Raphaël viene modificata sostituendo il celeste con il grigio chiaro colore sociale dell'ACBB. Anquetil, già vincitore nel 1961 con la Nazionale francese, si riconferma campione al Tour de France 1962 corso con la sponsorizzazione St. Raphaël.
Nel 1963 la squadra di Géminiani e Anquetil lascia ACBB e Helyett e torna a legarsi al Vélo Club 12ème e ai classici colori rosso-bianco-celeste; Simpson lascia la squadra, mentre Anquetil completa il tris al Tour de France, vincendo per la prima volta anche la Vuelta a España. L'anno dopo arriva per il campione normanno la doppietta Giro-Tour: è il quarto successo consecutivo, quinto assoluto, di Anquetil alla Grande Boucle.

### 1965-1974: Ford France e Bic

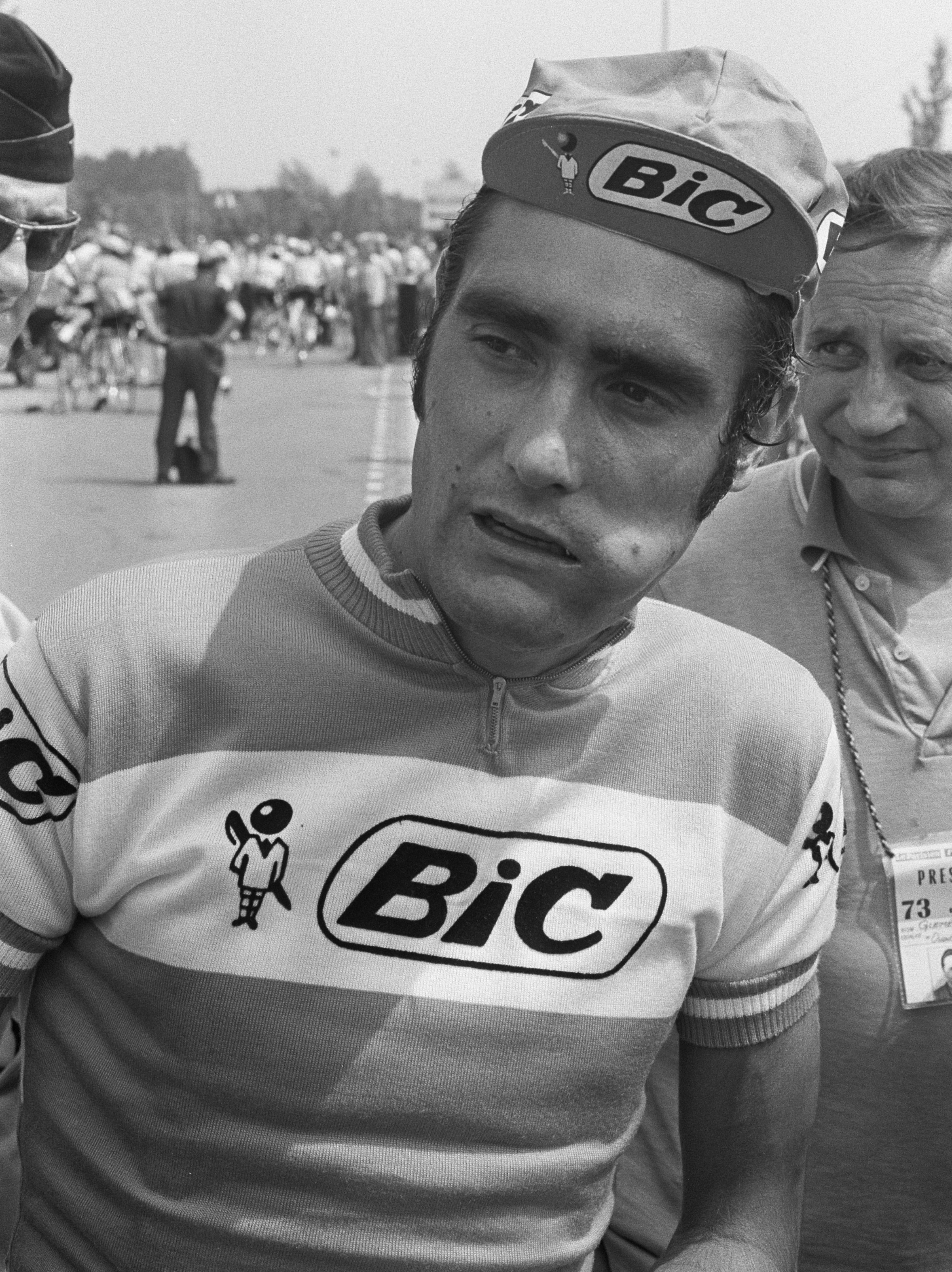
Luis Ocaña in maglia Bic al Tour de France 1973

Nel 1965 si chiude l'epoca di St. Raphaël nel ciclismo: l'azienda lascia la sponsorizzazione e la squadra di Géminiani viene rilevata dalla filiale francese della Ford, cambiando denominazione (e casacca, ora bianco-azzurra) in Ford France-Gitane. Per il 1967, dopo due sole stagioni con Ford, il team viene quindi venduto al colosso Bic. La divisa diventa color arancione. In quella stagione sono in rosa elementi di spicco come Anquetil, Lucien Aimar (vincitore del Tour 1966), Julio Jiménez, Jean Stablinski e Rolf Wolfshohl.
Nel 1969 viene messo sotto contratto il vincitore del Tour de France 1968 Jan Janssen; alla Grande Boucle di quell'anno l'olandese chiude però solo decimo. Nel maggio 1969 muore Raymond Louviot, per tredici anni collaboratore di Géminiani alla St. Raphaël/Ford/Bic; alla fine dell'anno lo stesso Gem lascia la direzione del team a Maurice De Muer, e Anquetil si ritira dalle corse, dopo 17 stagioni da professionista e cinque Tour de France vinti, tre dei quali con la divisa della St. Raphaël. Nel 1970 arriva in rosa Luis Ocaña: lo spagnolo trionfa alla Vuelta a España 1970 – sarà terzo nel 1971 e secondo nel 1973 – mentre nel 1973 si aggiudica il Tour de France approfittando dell'assenza del "Cannibale" Eddy Merckx.
Al termine del 1974 Bic ritira la sponsorizzazione e il team chiude dopo ventuno stagioni di attività. De Muer passa alla Peugeot-BP-Michelin per assistere Gaston Plaud nella direzione tecnica della forte squadra parigina, rimanendovi fino al 1982, mentre Ocaña torna in Spagna per correre con la Super Ser.

## Cronistoria

### Annuario
| Anno | Codice | Nome                             | Cat. | Biciclette   | Dirigenza                                                          |
| ---- | ------ | -------------------------------- | ---- | ------------ | ------------------------------------------------------------------ |
| 1954 | -      | Saint-Raphaël-Géminiani-Dunlop   | Pro  | R. Geminiani | Dir. sportivi: Angelo Géminiani                                    |
| 1955 | -      | Saint-Raphaël-Géminiani-Dunlop   | Pro  | R. Geminiani | Dir. sportivi: Romain Bellenger                                    |
| 1956 | -      | Saint-Raphaël-Géminiani-Dunlop   | Pro  | R. Geminiani | Dir. sportivi: Romain Bellenger                                    |
| 1957 | -      | Saint-Raphaël-Géminiani-Dunlop   | Pro  | R. Geminiani | Dir. sportivi: Raymond Louviot                                     |
| 1958 | -      | Saint-Raphaël-Géminiani-Dunlop   | Pro  | R. Geminiani | Dir. sportivi: Raymond Louviot                                     |
| 1959 | -      | Saint-Raphaël-Géminiani-Dunlop   | Pro  | R. Geminiani | Dir. sportivi: Raymond Louviot                                     |
| 1960 | -      | Saint-Raphaël-Géminiani-Dunlop   | Pro  | R. Geminiani | Dir. sportivi: Raymond Louviot                                     |
| 1961 | -      | Saint-Raphaël-Géminiani-Dunlop   | Pro  | R. Geminiani | Dir. sportivi: Raymond Louviot                                     |
| 1962 | -      | Saint-Raphaël-Helyett-Hutchinson | Pro  | Helyett      | Dir. sportivi: Raphaël Géminiani, Raymond Louviot                  |
| 1963 | -      | Saint-Raphaël-Gitane-Géminiani   | Pro  | Gitane       | Dir. sportivi: Raphaël Géminiani, Raymond Louviot                  |
| 1964 | -      | Saint-Raphaël-Gitane-Dunlop      | Pro  | Gitane       | Dir. sportivi: Raphaël Géminiani, Raymond Louviot                  |
| 1965 | -      | Ford France-Gitane               | Pro  | Gitane       | Dir. sportivi: Raphaël Géminiani, Raymond Louviot                  |
| 1966 | -      | Ford France-Hutchinson           | Pro  | R. Géminiani | Dir. sportivi: Raphaël Géminiani, Raymond Louviot                  |
| 1967 | -      | Bic                              | Pro  | R. Géminiani | Dir. sportivi: Raphaël Géminiani, Raymond Louviot                  |
| 1968 | -      | Bic                              | Pro  | R. Géminiani | Dir. sportivi: Raphaël Géminiani, Raymond Louviot                  |
| 1969 | -      | Bic                              | Pro  | Motobécane   | Dir. sportivi: Maurice De Muer, Raphaël Géminiani, Raymond Louviot |
| 1970 | -      | Bic                              | Pro  | Motobécane   | Dir. sportivi: Maurice De Muer, Gérard Morin                       |
| 1971 | -      | Bic                              | Pro  | Motobécane   | Dir. sportivi: Maurice De Muer, Gérard Morin                       |
| 1972 | -      | Bic                              | Pro  | Motobécane   | Dir. sportivi: Édouard Delberghe, Maurice De Muer                  |
| 1973 | -      | Bic                              | Pro  | Motobécane   | Dir. sportivi: Maurice De Muer                                     |
| 1974 | -      | Bic                              | Pro  | Motobécane   | Dir. sportivi: Maurice De Muer                                     |

## Divise
| Saint-Raphaël (1954-1955) | Saint-Raphaël (1955) | Saint-Raphaël (1956-1961, 1963-1964) | Saint-Raphaël-Helyett (1962) | Ford France (1965-1966) | Bic (1967-1974) |